# Михайловский, Николай Константинович (геолог)
Николай Константинович Михайло́вский (1903—1965) — советский геолог-нефтяник.

## Биография
Родился 6 (19) декабря 1903 года в селе Матвеево (ныне Спировский район, Тверская область).
В 1935 году окончил МНИ имени И. М. Губкина.
Работал на предприятиях нефтяной промышленности в Средней Азии и Якутии (1931—1945), начальник геологического отдела треста «Туймазанефть» (1945—1953), заведующий лабораторией ВНИИ нефти в Москве (1953—1965).
Участвовал в освоении законтурного заводнения Туймазинского нефтяного месторождения, руководил научными исследованиями по расчленению и корреляции разрезов продуктивных девонских горизонтов.

## Награды и звания
- Сталинская премия первой степени (1950) — за разработку и освоение законтурного заводнения Туймазинского нефтяного месторождения, значительно повысившего его нефтеотдачу.
- орден Трудового Красного Знамени (1948)
- орден «Знак Почёта»
- медали.